# Morti nel 2002/Settembre
| Questa pagina contiene informazioni ricavate automaticamente dalle voci biografiche con l'ausilio del template Bio e di un bot. L'aggiornamento è periodico e automatico e ricostruisce completamente la pagina. Se manca una persona in questa lista, sei pregato di non aggiungerla, ma accertati piuttosto che la sua voce biografica contenga il template Bio e che i dati anagrafici siano correttamente compilati. Se il template Bio manca, inseriscilo tu stesso o, in alternativa, metti l'avviso {{tmp\|Bio}} che ne segnala la mancanza. Se i dati riportati sono sbagliati, correggi direttamente la voce biografica; le modifiche saranno visibili in questa lista entro pochi giorni. Per chiarimenti vedi il progetto biografie. La lista contiene solo le 119 persone che sono citate nell'enciclopedia e per le quali è stato implementato correttamente il template Bio. Pagina aggiornata al 10 apr 2025. |

- 2 settembre - F.X. Toole, pugile, allenatore di pugilato e scrittore statunitense (n. 1930)
- 2 settembre - Ken Menke, cestista e allenatore di pallacanestro statunitense (n. 1922)
- 3 settembre - Ted Ross, attore e cantante statunitense (n. 1934)
- 4 settembre - Jerome Biffle, lunghista statunitense (n. 1928)
- 4 settembre - Vlado Perlemuter, pianista lituano (n. 1904)
- 5 settembre - Frankie Albert, allenatore di football americano e giocatore di football americano statunitense (n. 1920)
- 5 settembre - William Cooper, scrittore britannico (n. 1910)
- 5 settembre - Cliff Gorman, attore statunitense (n. 1936)
- 5 settembre - David Todd Wilkinson, astrofisico e cosmologo statunitense (n. 1935)
- 6 settembre - Michael Argyle, psicologo inglese (n. 1925)
- 6 settembre - Gabriel Camps, storico francese (n. 1927)
- 6 settembre - Phil LaBatte, hockeista su ghiaccio statunitense (n. 1911)
- 6 settembre - George Makdisi, orientalista e storico statunitense (n. 1920)
- 6 settembre - Martin Matsbo, fondista e sciatore di pattuglia militare svedese (n. 1911)
- 6 settembre - Giulio Reiner, ufficiale e aviatore italiano (n. 1915)
- 6 settembre - Baronessa Janet Young, politica inglese (n. 1926)
- 7 settembre - Katrin Cartlidge, attrice britannica (n. 1961)
- 7 settembre - Eugen Coșeriu, linguista rumeno (n. 1921)
- 7 settembre - Michael Elphick, attore britannico (n. 1946)
- 7 settembre - César Ardavin, regista e sceneggiatore spagnolo (n. 1923)
- 7 settembre - Cyrinda Foxe, attrice statunitense (n. 1952)
- 7 settembre - Erma Franklin, cantante statunitense (n. 1938)
- 7 settembre - Uziel Gal, progettista israeliano (n. 1923)
- 7 settembre - Mihály Nagymarosi, calciatore ungherese (n. 1919)
- 7 settembre - Fabiano Savioz, politico italiano (n. 1912)
- 8 settembre - Georges-André Chevallaz, politico svizzero (n. 1915)
- 8 settembre - Lucas Moreira Neves, cardinale, arcivescovo cattolico e teologo brasiliano (n. 1925)
- 8 settembre - Marco Siffredi, alpinista e snowboarder francese (n. 1979)
- 8 settembre - Giuseppe Signori, giornalista italiano (n. 1913)
- 10 settembre - Pedro Lezcano Montalvo, poeta e drammaturgo spagnolo (n. 1920)
- 11 settembre - Kim Hunter, attrice statunitense (n. 1922)
- 11 settembre - Howard Levi, matematico statunitense (n. 1916)
- 11 settembre - Leonardo Marquicias, cestista filippino (n. 1931)
- 11 settembre - Howard T. Odum, ecologo statunitense (n. 1924)
- 11 settembre - Johnny Unitas, giocatore di football americano statunitense (n. 1933)
- 11 settembre - Martín Urra, cestista filippino (n. 1931)
- 12 settembre - Giovanni Boffa, poeta e insegnante svizzero (n. 1922)
- 12 settembre - Mitsuo Ikeda, lottatore giapponese (n. 1935)
- 12 settembre - Giulio Prunai, archivista italiano (n. 1906)
- 13 settembre - Fabrizio Gorin, allenatore di calcio e calciatore italiano (n. 1954)
- 13 settembre - Aleksandr Kazancev, compositore di scacchi e scrittore di fantascienza russo (n. 1906)
- 14 settembre - Jim Barnes, cestista statunitense (n. 1941)
- 14 settembre - Roberto Cavanagh, giocatore di polo argentino (n. 1914)
- 14 settembre - Oskar Degilia, hockeista su ghiaccio italiano (n. 1980)
- 14 settembre - Henri Joseph Fenet, militare francese (n. 1919)
- 14 settembre - LaWanda Page, attrice statunitense (n. 1920)
- 14 settembre - Geoffrey Picard, canottiere statunitense (n. 1943)
- 14 settembre - Lolita Torres, attrice argentina (n. 1930)
- 14 settembre - Andrea Verrina, calciatore e allenatore di calcio italiano (n. 1918)
- 15 settembre - Jenny Maakal, nuotatrice sudafricana (n. 1913)
- 15 settembre - Jean Rousset, critico letterario e francesista svizzero (n. 1910)
- 16 settembre - Carlo Ballario, fisico italiano (n. 1915)
- 16 settembre - David Ludwig Bloch, litografo e pittore tedesco (n. 1910)
- 16 settembre - James Gregory, attore statunitense (n. 1911)
- 16 settembre - Jiří Javorský, tennista cecoslovacco (n. 1932)
- 16 settembre - François-Xavier Nguyễn Văn Thuận, cardinale e arcivescovo cattolico vietnamita (n. 1928)
- 17 settembre - Dida, calciatore brasiliano (n. 1934)
- 17 settembre - Dodo Marmarosa, pianista statunitense (n. 1925)
- 17 settembre - Govind Perumal, hockeista su prato indiano (n. 1925)
- 18 settembre - Hazel Brooks, attrice e modella statunitense (n. 1924)
- 18 settembre - Bob Hayes, velocista e giocatore di football americano statunitense (n. 1942)
- 18 settembre - Mauro Ramos, calciatore brasiliano (n. 1930)
- 18 settembre - Etta Zuber Falconer, educatrice e matematica statunitense (n. 1933)
- 19 settembre - Goffredo Canarini, cantautore, compositore e paroliere italiano (n. 1939)
- 19 settembre - Franco Colombo, giornalista e dirigente pubblico italiano (n. 1931)
- 19 settembre - Roy Fowler, nuotatore e arciere australiano (n. 1920)
- 19 settembre - Robert Guéï, politico e militare ivoriano (n. 1941)
- 19 settembre - Francisco Lojacono, allenatore di calcio e calciatore argentino (n. 1935)
- 20 settembre - Sergej Sergeevič Bodrov, attore e regista russo (n. 1971)
- 20 settembre - Necdet Kent, diplomatico turco (n. 1911)
- 20 settembre - Joan Littlewood, regista e regista teatrale britannica (n. 1914)
- 20 settembre - Giuseppe Mari, partigiano e storico italiano (n. 1911)
- 20 settembre - Oberdan Ussello, calciatore e allenatore di calcio italiano (n. 1917)
- 21 settembre - Angelo Buono, serial killer statunitense (n. 1934)
- 21 settembre - Robert L. Forward, fisico e scrittore statunitense (n. 1932)
- 21 settembre - Federico Alfredo Legler, imprenditore svizzero (n. 1916)
- 21 settembre - Maurice Manson, attore canadese (n. 1913)
- 21 settembre - Rocco Rock, wrestler statunitense (n. 1953)
- 21 settembre - Savino Giuseppe Vania, politico italiano (n. 1915)
- 22 settembre - Harry Glancy, nuotatore statunitense (n. 1904)
- 22 settembre - Antonio Haro, schermidore messicano (n. 1910)
- 22 settembre - Jan de Hartog, drammaturgo olandese (n. 1914)
- 22 settembre - Julio Pérez, calciatore uruguaiano (n. 1926)
- 22 settembre - Marga Petersen, velocista tedesca (n. 1919)
- 22 settembre - Aleksandr Nikitič Romanov, nobile russo (n. 1929)
- 22 settembre - Anna Alekseevna Sudakevič, attrice, scenografa e costumista sovietica (n. 1906)
- 23 settembre - Ėduard Gufel'd, scacchista sovietico (n. 1936)
- 23 settembre - Erich Oberdorfer, botanico e biologo tedesco (n. 1905)
- 23 settembre - Jules Peeters, vescovo cattolico e missionario olandese (n. 1913)
- 23 settembre - Jule Rivlin, cestista e allenatore di pallacanestro statunitense (n. 1917)
- 23 settembre - Fides Stagni, pittrice e attrice italiana (n. 1904)
- 23 settembre - John Baptist Wu Cheng-chung, cardinale e vescovo cattolico cinese (n. 1925)
- 24 settembre - Sergio Bergonzelli, attore, regista e sceneggiatore italiano (n. 1924)
- 24 settembre - Leon Hart, giocatore di football americano statunitense (n. 1928)
- 24 settembre - Enzo Meucci, politico italiano (n. 1916)
- 24 settembre - Tim Rose, cantautore statunitense (n. 1940)
- 24 settembre - Mike Webster, giocatore di football americano statunitense (n. 1952)
- 25 settembre - Luigi Kullmann, hockeista su pista, allenatore di hockey su pista e dirigente sportivo italiano (n. 1916)
- 25 settembre - Wanda Luzzato, violinista italiana (n. 1919)
- 25 settembre - Emilio Tadini, pittore, scrittore e poeta italiano (n. 1927)
- 26 settembre - Enzo Andronico, comico e attore italiano (n. 1924)
- 26 settembre - Nils Bohlin, ingegnere svedese (n. 1920)
- 27 settembre - Charles Henri Ford, scrittore, fotografo e regista statunitense (n. 1908)
- 27 settembre - David Granger, bobbista statunitense (n. 1903)
- 27 settembre - Attila Keresztes, schermidore ungherese (n. 1928)
- 27 settembre - Giorgio Kirschner, direttore di coro e pianista italiano (n. 1923)
- 28 settembre - Whitney Blake, attrice e sceneggiatrice statunitense (n. 1926)
- 28 settembre - Philippe Jacquin, scrittore francese (n. 1942)
- 28 settembre - Patsy Mink, politica e avvocato statunitense (n. 1927)
- 28 settembre - Maurice Novarina, architetto francese (n. 1907)
- 29 settembre - Aldo Cappelli, scrittore, commediografo e romanziere italiano (n. 1940)
- 29 settembre - Giuliana Cavaglieri Tesoro, chimica italiana (n. 1921)
- 29 settembre - Zvi Kolitz, scrittore lituano (n. 1912)
- 29 settembre - Mickey Newbury, cantautore statunitense (n. 1940)
- 30 settembre - Göran Kropp, alpinista svedese (n. 1966)
- 30 settembre - Germana Malabarba, ginnasta italiana (n. 1913)
- 30 settembre - Meinhard Michael Moser, micologo austriaco (n. 1924)
- 30 settembre - Ewart Oakeshott, illustratore e scrittore inglese (n. 1916)
- 30 settembre - Hans-Peter Tschudi, politico svizzero (n. 1913)